# 릴리 러브리스
릴리 러브리스(Lily Loveless, 1990년 4월 16일 ~ )는 잉글랜드의 배우이다. 《스킨스》에서 나오미 캠벨 역으로 나온다.

## 출연 작품
- 셋 더 댐즈 온 파이어 (2015)
- 페이즈 (2011)
- 스킨스 시즌4 (2010)
- 스킨스 시즌3 (2009)